# ۳۰ آذر
۳۰ آذر دویست و هفتاد و ششمین روز سال در گاه‌شماری خورشیدی است. به پایان سال ۸۹ روز (۹۰ روز در سال کبیسه) باقی‌است.

## رویدادها
- ۸۸۰ - تاج‌گذاری شاه اسماعیل یکم
- ۱۳۹۶ - زمین‌لرزه ۱۳۹۶ کوهبنان

## زادروزها
- ۱۳۰۰ - ابوالقاسم تفضلی، حقوق‌دان
- ۱۳۰۳ - حمیده خیرآبادی، بازیگر
- ۱۳۳۰ - پشنگ کامکار، نوازنده سنتور
- ۱۳۵۴ - لاله اسکندری، بازیگر
- ۱۳۶۲ - رسول نویدکیا، بازیکن فوتبال
- ۱۳۹۲ - آرتین فرشی غازانی بازیکن فوتبال

## درگذشت‌ها
- ۱۳۷۸ - جلیل ضیاءپور، نقاش
- ۱۳۹۳ - مرتضی احمدی، بازیگر و صداپیشه
- ۱۳۹۶ - علیرضا یلدا، پزشک
- ۱۴۰۰ - حسن ایرلو، سفیر جمهوری اسلامی ایران در یمن
- ۱۴۰۲ - ابوالقاسم رحمانی، نماینده حوزه انتخابیه اقلید در دوره هشتم مجلس شورای اسلامی

## مناسبت‌ها
- جشن شب یلدا.[۱]